# Image11
『image11 onze To the next decade』（イマージュ・オーンズ・トゥ・ザ・ネクスト・ディケイド）は、2011年1月26日ににソニー・ミュージックジャパン インターナショナル（ソニー・クラシカル）から発売された、ニューエイジ・ミュージックのコンピレーション・アルバム『image』シリーズの第11弾。規格品番：SICC-20124。

## 内容
2000年8月23日に発売された第1弾以来、『image』シリーズにて初めて数字以外のサブタイトルが冠された作品。
ブルースペックCD仕様。本作発売当時、当シリーズの累計売上は350万枚のセールスを記録していた。

## 収録曲
※タイアップ表記はディスクジャケット裏面の表記に準ずる。
1. 羽毛田丈史　「Lighthouse on the Hill -Main Theme」　
  - 作曲・編曲：羽毛田丈史
  - 映画「ハナミズキ」メインテーマ
2. 小松亮太　「風の詩～THE 世界遺産」 
  - 作曲・編曲：小松亮太
  - TBS系「THE 世界遺産」オープニング・テーマ曲
3. 佐藤直紀　「ROAD TO REBIRTH～chainless soul～」
  - 作詞：エミリー・ブロンテ　作曲：佐藤直紀
  - 映画「ハゲタカ」テーマ曲
4. 葉加瀬太郎 with ジェイク・シマブクロ　「エトピリカ」 
  - 作曲：葉加瀬太郎　編曲：ジェイク・シマブクロ
  - MBS/TBS系「情熱大陸」エンディング・テーマ曲カバー
5. スーザン・ボイル　「翼をください～Wings To Fly」
  - 作詞：山上路夫　作曲：村井邦彦
6. 松下奈緒　「ありがとう ピアノバージョン」
  - 作曲：水野良樹　編曲：安部潤
  - いきものがかり「ありがとう」カバー
7. ゴンチチ　「あの夏の少女達」
  - 作曲：ゴンチチ　編曲：ゴンチチ・菅谷昌弘
8. 手嶌葵　「テルーの唄」 
  - 作詞：宮崎吾朗　作曲：谷山浩子　編曲：寺嶋民哉
  - 映画「ゲド戦記」挿入歌
9. ケニー・G with ウェイウェイ・ウー「ボイジャーズ～イースト・ミーツ・ウエスト」 
  - 作曲：内池秀和
  - NHK「ダーウィンが来た!生きもの新伝説」エンディング・テーマ曲
10. バク・ジョンオン　「最初から今まで（Piano & Orchestra）」
  - 作曲：O Suk Joon/ユ・ヘジュン
  - 編曲：パク・ジョンウォン
  - ドラマ「冬のソナタ」テーマ曲カバー
11. 武部聡志　「僕らの音楽 オープニング・テーマ」 
  - 作曲・編曲：武部聡志
  - フジテレビ系「僕らの音楽」テーマ曲
12. スパニッシュ・コネクション　「The Sword of love 愛の剣」
  - 作曲・編曲：伊藤芳輝
  - NHK連続人形活劇 「新・三銃士」オープニングテーマ
13. 加古隆　「最後の忠臣蔵〜夢なれど〜」
  - 作曲・編曲：加古隆
  - 映画「最後の忠臣蔵」テーマ曲
14. NAOTO　「PASSION」
  - 作曲：イ・ピロ　作曲：パク・チョンミ
  - ドラマ「ベートーベン・ウィルス　愛と情熱のシンフォニー」テーマカバー
15. ピエール・ポルト・オーケストラ　ドミニク・ドラース　「フライデーナイト・ファンタジー～日本テレビ系「金曜ロードショー」テーマ曲」 
  - 作曲：ピエール・ポルト
  - 日本テレビ系「金曜ロードショー」テーマ曲（〜1997年）
16. 松谷卓　「S アコースティックヴァージョン」 
  - 作曲・編曲：松谷卓
  - テレビ朝日「S THE STORIES」テーマ曲 アコースティックヴァージョン
17. クレモンティーヌ　「バカボン・メドレー」（天才バカボン〜タリラリランのコニャニャチワ） 
  - サントリー「ALL FREE」TVCM曲 アコースティックフルヴァージョン
18. 宮本笑里　「ZERO」 
  - 作曲・編曲：吉田翔平
  - 日本テレビ系「NEWS ZERO」のために書き下ろされた楽曲
19. ポール・ポッツ　「青い影（センツァ・ルーチェ）」
20. さだまさし　「北の国から’93 ～遙かなる大地より～」 
  - 作曲：さだまさし　編曲：服部隆之
  - フジテレビ系ドラマ「北の国から」テーマ曲